# Théâtre d'Arzamas
Le théâtre de drame d'Arzamas (Арзамасский театр драмы) est une salle de théâtre sise à Arzamas en Russie dans l'oblast de Nijni Novgorod. Ce théâtre présente chaque année plus de 280 soirées ou matinées de spectacles qui rassemblent près de cinquante mille spectateurs pendant la saison. On peut y voir des pièces classiques ou contemporaines, ainsi que des comédies, des récitals, des pièces dramatiques et des spectacles pour enfants.

## Histoire
Le théâtre est fondé le 13 octobre 1943, mais l'histoire du théâtre à Arzamas est plus ancienne. Une troupe de théâtre amateurs se forme en 1817 parmi les élèves de l'école de peinture d'Alexandre Stoupine et un cercle d'amateurs de théâtre apparaît en 1880 autour d'Oborski qui fait jouer des pièces de Gogol, Ostrovski et plus tard Tchekhov, etc. Une troupe professionnelle est formée en 1919 et en 1937 un théâtre de kolkhoziens. La première pièce présentée au public en pleine guerre est une pièce d'Ostrovski, Innocents coupables.
La troupe s'installe définitivement dans l'ancienne maison de la culture en 1963.
Son directeur est Marina Chvetsova, le metteur en scène principal Alexandre Ivanov et le directeur artistique, Irina Sergueïeva.

## Répertoire
Parmi les pièces de son répertoire, l'on peut citer en 2017 Les Zykov de Gorki, Le Bourgeois gentilhomme de Molière; en 2018, L'Ombre d'E. Schwarz, Le Plus malin s'y laisse prendre d'Alexandre Ostrovski; en 2019, Le Gaucher de Nikolaï Leskov, Antigone de Jean Anouilh; en 2020, Ma femme est une menteuse de Margaret Mayo et Maurice Hennequin, La Mouette de Tchekhov, La Locandiera de Goldoni.